# International Standard Name Identifier
Een International Standard Name Identifier (ISNI) is een uniek en open identificatienummer voor de publieke namen van makers van creatieve werken. Ieder pseudoniem en iedere organisatie en persona heeft een eigen identificatienummer.
Een ISNI bestaat uit 16 numerieke cijfers verdeeld in vier blokken en maakt deel uit van een familie van internationale standaard-identifiers. De ISNI-organisatie is verdeeld in twee onderdelen:
- De Registration Authority (RA), geëxploiteerd door de ISNI International Authority (ISNI-IA)
- De registratieagentschappen (RAG's), voor de ISNI-dienstverlening aan de gebruikers

Een ISNI als open standaard kan fungeren als en brug-identificatie tussen twee partijen. Sinds november 2011 is de ISNI-database vrij toegankelijk en via de SRU-standaard te bevragen
op deze interface (API) van OCLC in Nederland: ISNI database API. De antwoorden komen in de vorm van een XML-bestand terug. Een ORCID (Open Researcher and Contributor ID) is ook een ISNI, uit een voorbehouden range, speciaal voor wetenschappelijke onderzoekers. ORCID's worden door een andere organisatie beheerd en zijn ISNI-compatible. ISNI identifier lijkt op de Virtual International Authority File (VIAF), maar is veel uitgebreider. ISNI is door de ISO op standaard ISO 27729:2012 vastgelegd.